# Nimbochromis
Nimbochromis es un género de peces de la familia Cichlidae y de la orden de los Perciformes. Es endémico del lago Malawi en África Oriental.

## Especies
- Nimbochromis fuscotaeniatus (Regan, 1922)
- Nimbochromis linni (W. E. Burgess & Axelrod, 1975)
- Nimbochromis livingstonii (Günther, 1894) (Livingston's Cichlid)
- Nimbochromis polystigma (Regan, 1922)
- Nimbochromis venustus (Boulenger, 1908)